# Văn Tú
Văn Tú (chữ Hán: 文绣, 20 tháng 12, năm 1909 – 17 tháng 9, năm 1953), Ngạch Nhĩ Đức Đặc thị, biểu tự Huệ Tâm (蕙心), tự hiệu Ái Liên (爱莲), thường được biết đến với tên gọi Thục phi Văn Tú (淑妃文绣), là một phi tần của Tuyên Thống Đế Phổ Nghi, vị Hoàng đế cuối cùng của triều đại nhà Thanh cũng như chế độ quân chủ trong lịch sử Trung Quốc.
Bà xuất thân dòng dõi lâu đời, nhưng gia thế lại bần hàn. Năm 1922, bà cùng Uyển Dung được chọn làm hậu phi của Tuyên Thống Đế Phổ Nghi, vào lúc này triều đình Mãn Thanh đã mất thực quyền, Hoàng đế đã thoái vị, nhưng hôn lễ vẫn diễn ra đúng với quy chuẩn của một hôn lễ Hoàng thất. Sau khi cùng Phổ Nghi rời khỏi Tử Cấm Thành, bà cùng đến ở Thiên Tân.
Năm 1931, bà nổi tiếng với danh hiệu "Hoàng phi cách mạng" vì trở thành phi tần đầu tiên trong lịch sử Trung Hoa chủ động ly hôn Hoàng đế, sau khi phải chịu một quãng thời gian bị đối xử uất ức do bà chỉ là một phi tần. Sau khi ly hôn, bà tái hôn với Lưu Chấn Đông, trở thành một giáo viên bình thường.
Tuy đã ly hôn với Hoàng đế, Hoàng thất nhà Thanh về sau cũng không còn công nhận bà với tư cách một thành viên trong Hoàng tộc, nhưng đương thời và cả hậu nhân về sau đều thường gọi bà là Mạt đại Hoàng phi (末代皇妃).

## Thân thế

### Dòng dõi cao môn

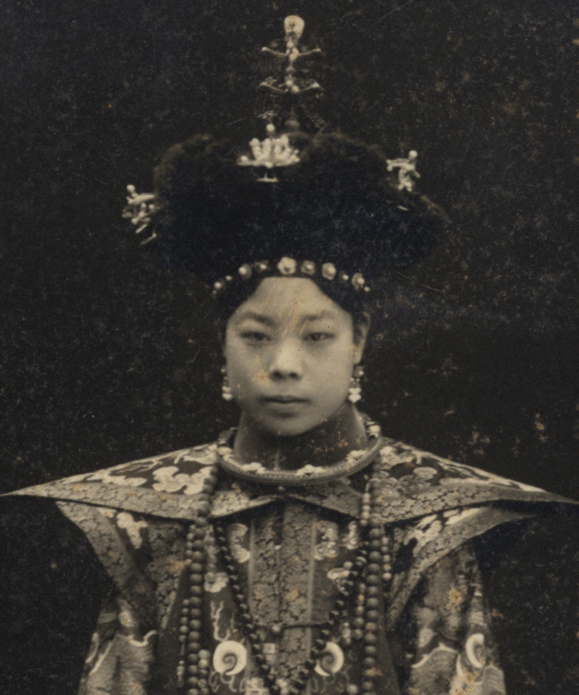
Cận dung Thục phi Văn Tú trong ngày đại hôn.

Thục phi Văn Tú sinh ngày 8 tháng 11 (âm lịch), năm Tuyên Thống nguyên niên (1909), xuất thân từ gia tộc Ngạch Nhĩ Đức Đặc thị (鄂爾德特氏) của Mông Cổ Tương Hoàng kỳ, thuộc về Thượng Tam kỳ. Đương thời có câu về Văn Tú rằng "Dòng dõi tuy cao, nhưng gia cảnh nghèo khó", gia tộc của bà xuất thân nếu so với Hoàng hậu Uyển Dung thì cao quý hơn rất nhiều.
Dòng họ Ngạch Nhĩ Đức Đặc thị, bắt đầu phát tích thời Càn Long, khai thủy bởi Hòa Anh (和瑛). Năm Càn Long thứ 36, Hòa Anh đậu Tiến sĩ, nhiều lần đảm nhiệm Chủ sự, Án sát, Bố chính sứ, Thị lang, Tuần phủ, Thượng thư, cuối cùng lấy Thượng thư bộ Binh mà thụ chức Quân cơ đại thần (军机大臣), Lãnh Thị vệ Nội đại thần (领侍卫内大臣), Thượng thư phòng Tổng Am Đạt (上书房总谙达), sau khi qua đời được ban thụy hiệu là Giản Cần (简勤). Con trai của Hòa Anh là Bích Xương (壁昌), làm đến Tổng đốc Lưỡng Giang; con trai thứ nhất của Bích Xương là Hằng Phúc (恒福) sĩ đến Tổng đốc Trực Lệ; con trai thứ là Đồng Phúc (同福), tuy đương còn sống chỉ bị chờ tuyển Lang trung, nhưng con trai là Tích Trân (锡珍) vào năm Đồng Trị thứ 7 thì thi trúng Tiến sĩ, làm quan đạt đến Thượng thư bộ Lại. Tích Trân chính là tổ phụ của bà.
Như vậy gia tộc của Văn Tú 4 đời làm quan to, gia tộc vinh hiển, để lại cho con cháu không ít sản nghiệp. Cũng vì gia thế vinh hiển, Ngạch Nhĩ Đức Đặc thị bắt đầu tiến vào vòng xoay liên hôn với Hoàng thất Vương phủ. Hai con gái của Hằng Phúc gả cho dòng Tiểu tông của Túc vương phủ, trong đó có một vị chính là văn nhân nổi danh Thịnh Dục (盛昱), là tằng tôn của Túc Cung Thân vương Vĩnh Tích. Con gái của Đồng Phúc gả vào Vinh vương phủ, lấy Dĩ cách Trấn quốc công Phổ Mi (溥楣); còn con gái Tích Trân, cũng là tổ cô mẫu của Văn Tú, được gả vào Trang vương phủ, lấy Bất nhập Bát phân Phụ quốc công Phổ Cương (溥纲). Thuận tiện nhắc tới, Phổ Cương là con trai trưởng của Trang Thân vương Tái Huân (载勋), nguyên bản tương đương với Trang vương phủ Thế tử, sau do sự kiện Nghĩa Hòa Đoàn mà Tái Huân bị tước vương vị, Phổ Cương do đó cũng không kịp thế tước. Văn Tú cũng có một vị đường tỷ, con gái của đường bá phụ Đoan Kính (端敬), trong đợt Bát kỳ tuyển tú được chỉ định gả vào Hòa vương phủ, lấy Trấn quốc công Dục Chương (毓璋).
Các vị cô mẫu này của Văn Tú, khi gả đến Vương phủ đều có tiếng văn chương thi từ rất tốt, tranh chữ cũng bất phàm, ta có thể liên hệ hình dung ra môi trường giáo dục rất chặt chẽ trong gia đình của Văn Tú.

### Gia cảnh cùng khổ
Nhưng gia đình này, sau khi Tích Truân qua đời cũng dần dần suy tàn do vấn đề kinh tế.
Đương khi còn sống, Tích Trân có năm con trai, đa phần chỉ làm đến quan liêu tầm trung, không đạt đến quan lớn. Cha bà là Đoan Cung (端恭), chỉ từng nhậm Nội vụ phủ Chủ sự, tựa hồ là chức quan cao nhất trong các anh em trong gia tộc. Khi đó việc liên hôn với Vương phủ cũng thất thoát khá nhiều của cải, bên cạnh đó liên tiếp Tích Trân qua đời, Đoan Cung cũng mất sớm, gia tộc này ngốn rất nhiều chi phí chia đều cho các phòng, hệ mà lại không có nguồn thu vào cao. Mẹ Văn Tú là Tưởng thị (蒋氏), là người Hán, kế thất của Đoan Cung, có hai người con gái với ông là Văn Tú và một cô con gái nhỏ hơn tên gọi Văn San (文珊). Sau khi Đoan Cung mắc bệnh qua đời, mẹ Văn Tú phải một mình nuôi hai chị em bà và con gái của vợ cả Đoan Cung cũng mất từ sớm.
Ban đầu cuộc sống khó khăn, bốn mẹ con Văn Tú thường nương nhờ nhà chú bà là Hoa Kham (华堪), em trai Đoan Cung, lúc bấy giờ đang là Lại bộ Thượng thư. Tuy nhiên ngày 12 tháng 3 năm 1912, Long Dụ Thái hậu ký chiếu thư thoái vị, nhà Thanh chính thức sụp đổ, Hoa Kham bị mất chức vị, không còn quan chức và bổng lộc từ triều đình. Gia tộc Ngạch Nhĩ Đức Đắc bắt đầu trở nên sa sút, Hoa Kham không thể đảm đương lo cho bốn mẹ con bà, đành chia tài sản cho mọi người rồi mỗi người mỗi ngả. Tình thế có thể nói là đã khó càng khó. Trong cuộc phân chia tài sản, mẹ con Văn Tú chỉ được phân vài món đồ cũ và một số tiền rất ít ỏi. Họ chuyển đến thuê nhà ở phố Hoa Thị ở Bắc Kinh. Tại đây, Tưởng thị - mẹ Văn Tú làm đủ nghề để lo tiền ăn học cho các con gái.
Đầu tháng 9 năm 1916, Văn Tú tròn 8 tuổi, được mẹ gửi tới trường tiểu học Hoa Thị (花市). Từ khi bắt đầu đi học, Văn Tú đổi tên thành Phó Ngọc Phương (傅玉芳). Ở trường, các môn quốc văn, toán học, tự nhiên, vẽ tranh cho tới âm nhạc Ngọc Phương đều học rất giỏi. Ngọc Phương hiếu thảo và thương yêu mẹ, ngoài thời gian ở trường, bà đều giúp mẹ làm việc nhà, thêu tranh để bán lấy tiền đóng học phí. Vì vậy, vào năm Ngọc Phương 13 tuổi đã chín chắn như một cô gái trưởng thành, rất được các lão sư yêu thích.

## Đại Thanh Hoàng phi

### Dự tuyển tranh luận
Năm 1921, Tuyên Thống Hoàng đế Phổ Nghi tròn 16 tuổi. Tuy là một người đã thoái vị, nhưng dựa theo điều khoản thoái vị chiếu thư đưa ra, Chính phủ Trung Hoa dân quốc khi ấy vẫn rất tôn trọng Hoàng tộc nhà Thanh, giữ lại danh hiệu Hoàng đế, lấy lễ như khi tiếp quân chủ ngoại quốc mà cử hành, do vậy về tính danh nghĩa của Hoàng thất Mãn Thanh vẫn còn tồn tại trên phương diện ngoại giao.
Khi đó, Hoàng thất nhà Thanh cùng Hoàng đế vẫn ở trong Tử Cấm Thành, đã từng được Tổng thống Từ Thế Xương đề nghị đem con gái bản thân ông ta gả cho vị Hoàng đế trẻ tuổi. Hoàng thất kiên quyết từ chối, nhưng rồi cũng vì thế mà các thành viên trong Hoàng tộc bắt đầu bàn bạc và quyết định phải chọn cho Phổ Nghi một vị Hoàng hậu. Chú của Văn Tú là Hoa Kham cho rằng đây là cơ hội giúp dòng họ Ngạch Nhĩ Đức Đặc thị lấy lại vinh quang, bèn dùng bức ảnh của Văn Tú, lấy lại tên cũ của bà rồi gửi vào Nội vụ phủ trong Tử Cấm Thành tham gia ứng tuyển. Tứ đại Thái phi và quan thần trong triều chọn lọc rồi gửi những bức ảnh của các mỹ nữ xuất sắc nhất đến Hoàng đế.
Từ năm 1921, lựa chọn đã chính thức bắt đầu quá trình. Rất nhiều người bị tuyển, rồi đào thải, cuối cùng còn lại 4 người: con gái của Vinh Nguyên là Quách Bố La thị, con gái của Đoan Cung là Ngạch Nhĩ Đức Đặc thị, con gái Hành Vĩnh là Hoàn Nhan thị, và cuối cùng là con gái của Dương Thương Trát Bố là Bát Nhĩ Tế Cát Đặc thị, tất cả đều xuất thân quý tộc, không gia đình giàu có thì cũng là dòng dõi cao quý.
Cuối cùng kết quả chúng ta đều biết, Quách Bố La thị là Hậu, Ngạch Nhĩ Đức Đặc thị là Phi. Dựa theo cách nói của Phổ Nghi, quá trình lựa chọn như sau:
| “                                                       | 照片送到了养心殿，一共四张……便不假思索地在一张似乎顺眼一些的相片上，用铅笔画了一个圈。这是满洲额尔德特氏端恭的女儿，名叫文绣……这是敬懿太妃所中意的姑娘。这个挑选结果送到太妃那里，端康太妃不满意了，她不顾敬懿的反对，硬叫王公们来劝我重选她中意的那个，理由是文绣家境贫寒，长的不好，而她推荐的这个是个富户，又长的很美。她推荐的这个是满洲正白旗郭布罗氏荣源家的女儿，名婉容。 ... Ảnh chụp đưa đến Dưỡng Tâm điện, tổng cộng 4 tấm hình,... (Ta) không nghĩ ngợi nhiều mà liền khoanh 1 vòng tròn vào 1 bức ảnh mà ta thấy thuận mắt nhất trong đống ảnh đó. Đây là Mãn Châu Ngạch Nhĩ Đức Đặc thị, con gái Đoan Cung, tên là Văn Tú,... là cô nương được Kính Ý Thái phi vừa ý nhất. Kết quả lựa chọn đưa đến chỗ các Thái phi, nhưng Đoan Khang Thái phi không hài lòng, không màng đến sự phản đối của Kính Ý Thái phi, bèn nói các Vương công đến khuyên ta chọn người theo ý bà, vì Văn Tú gia cảnh bần hàn, tướng mạo trông không đẹp, mà (Đoan Khang Thái phi) lại đề cử cô gái con nhà phú hộ, dáng vẻ lại xinh đẹp. Đó là Mãn Châu Chính Bạch kỳ Quách Bố La thị, con gái Vinh Nguyên, tên Uyển Dung. | ” |
| — Lời tự thuật của Tuyên Thống Đế khi chọn lập Hậu, Phi | |   |

Quá trình này, theo cách nói của đám người Phổ Giai (溥佳) tường thuật lại, cả Quách Bố La thị cùng Ngạch Nhĩ Đức Đặc thị đều biểu thị sự chống đối ngầm giữa các thế lực lúc bấy giờ. Vào năm 1922, khi diễn ra quá trình tuyển chọn, các Thái phi đã ngấm ngầm kình cựa nhau, Một là góa phụ của Thanh Mục Tông, tức là Kính Ý Thái phi Hách Xá Lý thị, một bên kia là Đoan Khang Thái phi Tha Tha Lạp thị, góa phụ của Thanh Đức Tông. Căn cứ cách nói của Phổ Giai, Uyển Dung có sự hỗ trợ từ Đoan Khang Thái phi cùng Tái Đào (载涛), còn Văn Tú có sự ủng hộ từ Kính Ý Thái phi cùng Tái Tuân (载洵). Nơi này cũng có thể nhìn ra, hai người đều có tương đương bối cảnh, mỗi người đều có một vị Thái phi cùng một vị Hoàng thúc duy trì thế lực. Việc chọn Hậu-Phi này trên thực tế thể hiện mâu thuẫn giữa Thái phi cùng với phái Tông thất.
Bên cạnh đó, việc Văn Tú được Tái Tuân ủng hộ, cơ bản chỉ vì hai người có quan hệ thông gia. Đích Phúc tấn của Tái Tuân, Bích Lộ thị (碧鲁氏), là cháu gái thứ hai của Trường Lâm (长霖); mà tổ mẫu của Văn Tú, tức là phu nhân của Tích Truân, là người con gái thứ ba của Trường Lâm. Do đó, cha vợ của Tái Tuân, là ông cụ ngoại của Văn Tú, mà Văn Tú lại là cháu gái của cô cô của Tái Tuân phu nhân.
Phổ Nghi nghe Đoan Khang Hoàng thái phi lập Uyển Dung làm Hoàng hậu, ban Trữ Tú cung. Còn Văn Tú thụ phong làm Thục phi (淑妃), ban Trường Xuân cung.

### Cuộc sống trong Tử Cấm Thành

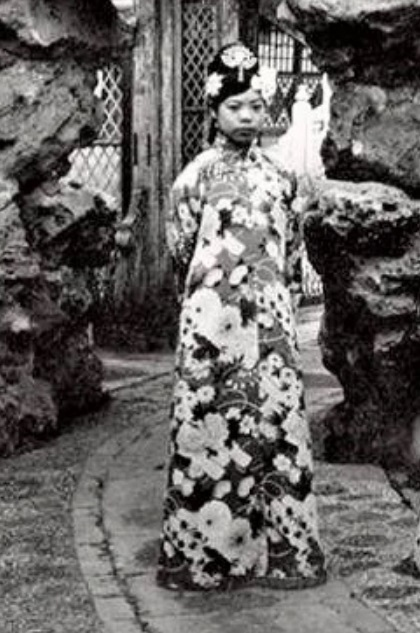
Văn Tú trong trang phục ngày thường khi ở Tử Cấm Thành.

Năm 1922, ngày 10 tháng 3 (dương lịch), Tuyên Thống Đế tuyên bố công văn:「"Nghị tuyển, chọn con gái của Khinh xa Đô úy Vinh Nguyên là Quách Giai thị lập làm Hoàng hậu. Lại chọn con gái của Đoan Cung là Ngạch Nhĩ Đức Đặc thị, phong làm Thục phi"」.
Sau khi Văn Tú trở thành Thục phi, Phổ Nghi sai Nội vụ phủ chuẩn bị một đại viện ở bên trong Địa An môn (地安门), chuyển mẹ của Văn Tú là Tưởng thị đến trú tại đó. Gia cảnh sinh hoạt khốn khó khi xưa của gia đình bà cũng được cải thiện. Khi được xác nhận tuyển làm Phi, Văn Tú không được đến trường nữa, càng không được dùng cái tên Phó Ngọc Phương, mà phải cùng ngũ thúc Hoa Kham tại nhà học hết quy củ của triều đình, cũng như các sách về nữ nhân hành xử như Nữ nhi kinh (女儿经).
Vào lúc đó, chính phủ Trung Hoa dân quốc cho Thanh thất ưu đãi điều kiện là: 「“Đại Thanh Hoàng đế sau khi từ vị, tôn hào vẫn còn không phế, Trung Hoa dân quốc lấy các ngoại quốc quân chủ lễ nghi để đối đãi với Thanh thất”」. Vì thế, hôn lễ của Phổ Nghi vẫn là hoàn toàn rập khuôn Hoàng đế đại hôn lễ nghi, dân quốc chính phủ đặc chuẩn Hoàng hậu “Phượng dư” (凤舆) từ Đông Hoa môn nâng tiến Tử Cấm Thành. Sau hơn nửa năm chuẩn bị kĩ lưỡng. Ngày 21 tháng 10, diễn ra lễ Nạp thái, sang ngày 12 tháng 11, diễn ra Thân chinh đại lễ. Ngày 29 tháng 11, tiến hành sách phong Ngạch Nhĩ Đức Đặc thị làm Thục phi. Văn Tú được đưa vào hậu cung ngay hôm sau khi sắc phong, tức ngày 30 tháng 11, trước khi Uyển Dung được tuyên bố sách phong làm Hoàng hậu vì Văn Tú phải chuẩn bị mọi nghi lễ và trang phục để đón tiếp đại hôn của Hoàng hậu diễn ra vào ngày 1 tháng 12 cùng năm. Đó là một thông lệ của phi tần nhà Thanh đối với Hoàng hậu.
Ngay hôm ấy, ngày 30 tháng 11, Văn Tú đến Dưỡng Tâm điện bái kiến Hoàng đế, nhưng Hoàng đế không nhìn đến bà, chỉ lạnh lùng nói:「"Đi xuống nghỉ tạm đi!"」, đêm đó Hoàng đế cũng không muốn đến phòng của Thục phi. Sau này khi Uyển Dung nhập cung, cũng không cùng Hoàng hậu ở chung phòng, tất thảy đều độc thân ngụ trú Dưỡng Tâm điện. Từ sau đó, Văn Tú cũng chưa từng được Phổ Nghi ân sủng, Hoàng đế tựa hồ cũng không thích bà nên chưa từng triệu hạnh. Bà trú ngụ tại Trường Xuân cung ở Tây lục cung. Mỗi sáng, sau khi thức dậy chải đầu, Văn Tú chỉ có thể ở ngoài cửa Dưỡng Tâm điện vấn an Hoàng đế, sau đó lui đến chào hỏi Tứ đại Thái phi cùng Hoàng hậu Uyển Dung, rồi lủi thủi về lại Trường Xuân cung. Đến bữa, Văn Tú không được ăn cùng Hoàng đế và Hoàng hậu mà phải ăn một mình.
Văn Tú yêu thích văn học, thời gian ở Tử Cấm Thành, bà hầu hết dành thời gian đọc sách một mình, hoặc dạy chữ cho các cung nữ cùng ở tại Trường Xuân cung. Phổ Nghi khi cho phép Uyển Dung có giáo viên học riêng, cũng đã cho Văn Tú một giáo viên, bà đối với việc học rất chú tâm và thích thú. Đối với các vị Thái phi và cung nhân, Văn Tú được đánh giá cao vì sự lịch sự nhã nhặn rất đúng quy cách, tuy nhiên điều này cũng không khiến Phổ Nghi yêu mến Văn Tú hơn chút nào.

## Dời đến Thiên Tân
Năm 1924, ngày 5 tháng 11, Phổ Nghi và Hoàng thất nhà Thanh bị quân phiệt Phùng Ngọc Tường ép phải rời khỏi Tử Cấm Thành. Khi ông rời khỏi, đã mang theo Uyển Dung và Văn Tú, đến sống tại Thuần vương phủ. Phổ Nghi một nhà rời khỏi Tử Cấm Thành, tức các tôn hiệu Hoàng đế, Hoàng hậu và Hoàng phi khi xưa, đều tự nhiên bãi bỏ, bọn họ đều từ đó có thân phận như bình dân bá tánh. Phổ Nghi phải vì sau này tiền đồ của chính mình mà lao lực suy xét, Văn Tú cũng lấy thân phận bình đẳng, cùng với học thức rộng của mình vì trượng phu Phổ Nghi ra mưu hiến kế, thay đổi quẫn cảnh ăn nhờ ở đậu. Chính là 20 ngày sau, Phổ Nghi một nhà lại đuổi kịp phụng hệ quân phiệt Trương Tác Lâm suất binh vào kinh, đuổi đi Phùng Ngọc Tường, Phổ Nghi đã giải tỏa hận thù với họ Phùng, lại có thể tự do hành động.

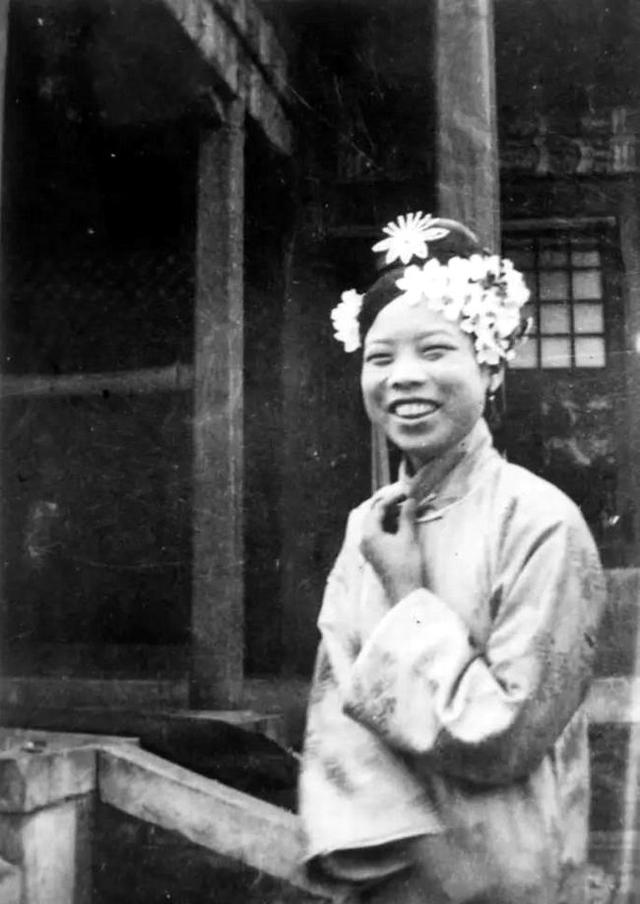
Văn Tú trong những ngày thường

Trước tình hình Trương Tác Lâm chiếm lấy Bắc Kính, một cựu thần nhà Thanh, từng làm đến Bố chính sứ Hồ Nam tên Trịnh Hiếu Tư đã khuyên Phổ Nghi nên dựa vào người Nhật Bản để lấy lại cơ nghiệp Hoàng triều Đại Thanh, thứ luôn canh cánh trong lòng của Phổ Nghi. Văn Tú biết được, cực lực khuyên can mà nói rằng:“Người Nhật Bản tàn bạo vô cùng, khi trước tàn sát vô số người Trung Quốc, tuyệt đối không thể tin vào lời nói của gã họ Trịnh này, dẫn sói vào nhà, nếu không hậu quả đem cực kỳ bi thảm”. Nhưng Phổ Nghi căn bản nghe không lời khuyên của Văn Tú. Ngày 29 tháng 11 cùng năm đó, Phổ Nghi dưới sự tư vấn của Trịnh Hiếu Tư lén trú dinh công sứ của người Nhật Bản.
Người nhà Phổ Nghi hoảng loạn sợ hãi đến cực điểm, cho rằng Phổ Nghi bị bắt cóc. Vài ngày sau, Phổ Nghi gởi thư muốn Uyển Dung và Văn Tú đi đến Nhật Bản dinh công sứ, cùng ông đoàn tụ. Vì biết Phổ Nghi có an toàn hay không, Văn Tú vội vàng đi tới sứ quán. Nhật Bản công sứ Kenkichi Yoshizawa vốn đem Phổ Nghi để ở một tòa thị chính 2 lầu sạch sẽ, sau đó khi người nhà Phổ Nghi đến thì cũng ở tại đây.
Năm 1925, ngày 24 tháng 2, dưới sự hộ tống của đội quân Đế quốc Nhật Bản, Phổ Nghi cải trang thành lái buôn, đi tàu hỏa đến Thiên Tân. Không lâu sau, Uyển Dung, Văn Tú cùng những thành viên khác trong Hoàng thất cũng chuyển đến Trương Viên, Thiên Tân. Tại đây, Phổ Nghi trú ngụ tại một tòa nhà màu trắng kiểu Tây, ông ở cùng Uyển Dung trên tầng 2, an bài Văn Tú một mình ở tầng dưới.
Năm 1928, quân phiệt Tôn Điện Anh đã đem quân vào khu vực lăng tẩm nhà Thanh ở Sơn Đông, quật mộ của Càn Long và Từ Hi Thái hậu. Phổ Nghi nung nấu quyết tâm khôi phục ngai vàng nhà Mãn Thanh dù phải nhờ sự trợ giúp của Đế quốc Nhật Bản, kẻ thù của Trung Hoa khi đó. Năm 1929, gia đình Phổ Nghi chuyển đến ở Càn Viên - một khuôn viên cùng dãy phố với Trương Viên, xây dựng theo phong cách Tây Ban Nha. Sau khi đưa Uyển Dung và Văn Tú đến đây, Phổ Nghi đã đổi tên Càn Viên thành Tịnh Viên.
Văn Tú thấy quân Nhật không đáng tin, hết lời khuyên chồng, nói lời của Trịnh Hiếu Tư không hề đáng tin, nhưng Phổ Nghi không nghe theo bà, ngược lại còn tỏ ra căm ghét, đối xử lạnh nhạt với bà. Phổ Nghi cả ngày chỉ ở cùng Uyển Dung, đi ra phố cũng chỉ mang theo một mình Uyển Dung. Khi phải tiếp khách, Phổ Nghi cũng chỉ cho Uyển Dung đi cùng. Bữa ăn hàng ngày của Văn Tú không khác khi ở Tử Cấm Thành, đều chỉ có một mình . Uyển Dung xem thường Văn Tú ra mặt, mua sắm nhiều trang phục cao cấp, giày cao gót mắc tiền,... Lúc đó, tình hình kinh tế của triều đình không còn được như trước, Uyển Dung mang thân phận Hoàng hậu ra nói Văn Tú chỉ là phi, nếu có muốn tiết kiệm có thể cắt giảm chi tiêu của Văn Tú chứ không thể hạn chế chi tiêu của mình. Phổ Nghi không bênh vực Văn Tú mà còn đồng tình với Uyển Dung, cho rằng phận làm thiếp phải biết an phận thủ thường. Văn Tú thất vọng, nảy ra ý định rời khỏi gia đình cựu hoàng thất.
Vào một đêm Trừ tịch, Phổ Nghi cùng Uyển Dung ở tẩm cung chơi đùa, có hoạn quan đến báo Thục phi tự đâm vào bụng bằng kéo sắt. Phổ Nghi không hề lo lắng, phất tay mà rằng:"Nàng ta quen dùng này kỹ xảo hù dọa người. Ai cũng không cần quản!”. Đó chính là ngòi nổ mà khi đó, người ta gọi là Đao phi Cách mạng (刀妃革命).

## Đao phi cách mạng

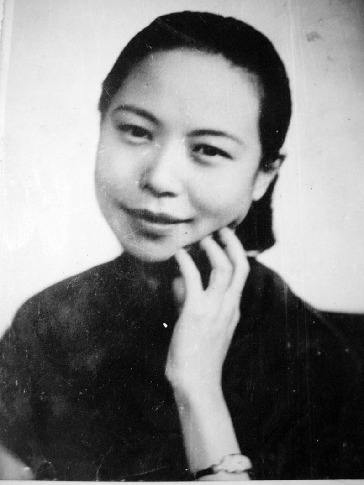
Ảnh chụp Văn Tú sau khi ly hôn với Phổ Nghi

Đao phi cách mạng, là sự kiện chấn động lúc bấy giờ khi Văn Tú bất ngờ tìm luật sư, viết đơn kiện Phổ Nghi ngược đãi mình, đòi ly hôn và yêu cầu phải được chu cấp tiền sinh hoạt hàng tháng.
Lúc đó, Văn Tú đã rất chán nản với cuộc sống của mình, bất chợt chuyến viếng thăm của người họ hàng xa tên Ngọc Phân (玉芬) đã thay đổi hoàn toàn vận mệnh của Văn Tú. Ngọc Phân, là con gái của Trấn quốc công Dục Chương - người đã lấy đường tỷ của Văn Tú, do đó Ngọc Phân phải gọi Văn Tú bằng biểu dì. Khi Ngọc Phân biết được sự tình của biểu dì mình, cô đã khuyên Văn Tú rằng: "Hiện nay là thời đại của Trung Hoa dân quốc, trên pháp luật viết nam nữ bình đẳng, mà Phổ Nghi sớm bị đuổi ra hoàng cung, cũng chỉ là người bình dân mà thôi, không phải cái gì ‘Hoàng thượng’, cũng nên tuân thủ luật pháp, bình đẳng cư xử mới phải. Dì nên tìm một luật sư, viết đơn kiện, khống cáo ông ta ngược đãi thê tử, cùng ông ta ly hôn, mặt khác tác muốn đòi phí sinh hoạt". Chính là sau buổi nói chuyện này, Văn Tú quyết chí ly hôn, tranh thủ cái gọi là nam nữ bình quyền khi ấy.
Ngày 25 tháng 8, năm 1931, em gái Văn San của Văn Tú đến thăm, Văn Tú dự theo kế hoạch, nói với Phổ Nghi rằng muốn ra ngoài giải sầu. Phổ Nghi miễn cưỡng cho phép ra ngoài chơi, nhưng lại sai một thái giám đi theo giám sát. Khi đến một quán cơm bình dân, Văn Tú lệnh cho thái giám trở về kèm theo lời nhắn với Phổ Nghi rằng: “Văn Tú sẽ lên tòa kiện Hoàng thượng, quyết định ly hôn với ông ta”. Phổ Nghi nghe tin lệnh cho thái giám quay lại bắt Văn Tú nhưng lúc này, Văn Tú và Văn San đã đi khỏi, đến trú tại một nhà quá phụ họ Trương rất thương cảm với tình cảnh của bà. Sau đó, dưới sự giúp sức của Ngọc Phần, Văn Tú đã thuê ba vị luật sư nộp đơn lên tòa xin ly hôn với Phổ Nghi, lời cáo trạng viết rằng:"Khống cáo Phổ Nghi ngược đãi Văn Tú, không thể chịu đựng nổi. Phổ Nghi sinh lý lại có bệnh, ở qua 9 năm chưa từng ân ái. Quyết ý ly hôn, yêu cầu chi phí cá nhân hằng ngày cần được hỗ trợ, dưỡng phí 50 vạn nguyên".
Đối với khống cáo của Văn Tú, Phổ Nghi biểu tình cực kỳ sợ hãi, vì không chỉ làm mất thể diện của bản thân, mà còn bôi nhọ hoàng thất Mãn Thanh. Lúc đó Phổ Nghi được sự trợ giúp của Nhật Bản, hi vọng một ngày trở lại Hoàng vị, nhưng vào lúc này trang báo tràn lan nào là Hoàng phi cách mạng, tin tức về việc ly hôn của Văn Tú cực kỳ được giới báo chí chú ý, cơ hồ khuấy động toàn bộ giới truyền thông lúc đó. Tình cảnh này khiến Phổ Nghi cực kỳ căng thẳng cùng xấu hổ.
Ngày 22 tháng 10, sau nhiều ngày đàm phán, 2 vị luật sư đại diện của Phổ Nghi và 3 vị luật sư của Văn Tú cũng quyết định những điều khoản cho việc ly hôn. Phổ Nghi và Văn Tú song song đồng ý, cùng ký giấy thỏa thuận ly hôn, có 3 điều:
- Một, sau khi ly hôn, Phổ Nghi cung cấp cho Văn Tú sinh hoạt phí 5.5 vạn nguyên.
- Hai, cho phép Văn Tú mang đi toàn bộ trang phục, vật dụng thường ngày.
- Ba, sau khi Văn Tú trở về nhà mẹ đẻ, không được tái hôn, tránh liên lụy danh dự của Phổ Nghi.

Để giữ thể diện cho một Thiên tử, ngay sau ngày ly dị, Phổ Nghi ra một "chỉ dụ" với nội dung phế bỏ Thục phi Văn Tú làm thứ nhân.
Sau khi ly hôn, Văn Tú về Bắc Kinh, những mong được đoàn tụ cùng gia đình. Tuy nhiên, bà mới biết rằng mẹ mình đã qua đời, cô chị cả cùng cha khác mẹ đã lấy chồng ở xa từ lâu, căn nhà cũ ngày xưa cũng bị người ta bán mất. Tộc huynh của Văn Tú, Văn Khởi (文绮), con trai của người chú thứ hai của Văn Tú, khi biết được sự tình đã rất cảm khái, viết thư chỉ trích bà:"Ta nghe muội viết đơn ly dị với Tốn Đế, sự việc rùm beng khắp nơi. Cái việc thế này, làm sao có thể được? Nhà ta nhờ ân trạch Thanh thất ngót 200 năm, tổ tông nhà chúng ta 4 đời nhất phẩm quan viên. Ta từng hỏi qua Tốn Đế những việc ấy, cũng chẳng tính là ngược đãi, mà nếu thật là vậy, sao muội không nhẫn nhịn, dẫu có chết cũng là vì báo ân với Thanh thất. Nay lại ra thế này, muội ơi là muội, em quả thật quá hồ đồ, quá vớ vẩn rồi!" (Nguyên văn: 顷闻汝将与逊帝请求离异，不胜骇诧。此等事件，岂我守旧人家所可行者？我家受清室厚恩二百余载，我祖我宗四代官至一品。且漫云逊帝对汝并无虐待之事，即果然虐待，在汝亦应耐死忍受，以报清室之恩。今竟出此，吾妹吾妹，汝实糊涂万分，荒谬万分矣！). Sau đó, Văn Khởi đem nội dung bức thư công bố cho thông cáo báo chí.
Không chịu được sự chỉ trích từ chính Văn Khởi, Văn Tú viết thư đáp lại rằng:
| “                             | 妹与兄不同父，不同祖，素无来往，妹入宫九载未曾与兄相见一次，今我兄竟肯以族兄关系，不顾中华民国刑法第二百九十九条及三百二十五条之规定，而在各报纸上公然教妹耐死。又公然诽谤三妹，如此忠勇殊堪钦佩。惟妹所受祖宗遗训，以守法为立身之本：如为清朝民，即守清朝法；如为民国民，即守民国法。逊帝前被逐出宫，曾声明不愿为民国国民，故妹袖藏利剪，预备随逊帝殉清。嗣因逊帝来津，做民国国民一分子，妹又岂敢不随？既为民国国民，自应遵守民国法律。查民国宪法第六条，民国国民无男女、种族、宗教、阶级之区别，在法律上一律平等。妹因九年独居，未受过平等待遇，故委托律师商榷别居办法，此不过要求逊帝根据民国法律施以人道之待遇，不使父母遗体受法外凌辱致死而已。不料我族兄竟一再诬妹逃亡也、离异也、诈财也、违背祖宗遗训也、被一般小人所骗也、为他人作拍卖品也......种种自残之语不一而足，岂知妹不堪在和解未破裂以前不能说出之苦，委托律师要求受人道待遇，终必受法律之保护。若吾兄教人耐死，系犯公诉罪。检察官见报，恐有检举之危险。理合函请我兄嗣后多读法律书，向谨言慎行上作工夫，以免触犯民国法律，是为至盼。 ... Muội và huynh không cùng cha, không cùng ông nội, cũng chưa từng cùng lui tới. Muội vào cung ròng rã 9 năm, huynh chưa từng gặp muội một lần. Nay huynh lấy cái quan hệ "tộc huynh", mà không màng đến điều 299 cùng điều 325 của Hiến pháp Trung Hoa Dân Quốc, mà còn ở trên báo chí công khai muốn muội tự sát, lại còn công nhiên phỉ báng muội, sự "trung dũng" của huynh thực khiến muội không thể chịu được. Muội theo di huấn của tổ tông, lấy thủ pháp làm tiêu chí cho bản thân: Nếu là con dân của Thanh triều, tức tuân theo pháp luật Thanh triều; nay là con dân Dân quốc, tức tuân theo pháp luật Dân quốc. Tốn Hoàng đế (chỉ Phổ Nghi) trước kia bị trục xuất khỏi cung, từng thanh minh không muốn làm công dân của Dân quốc, nên muội tự cắt tay áo, dự bị cùng Tốn Hoàng đế tẫn nghĩa theo Thanh triều. Nhưng nay Tốn Hoàng đế trở thành một công dân của Dân quốc, muội lại không dám không theo? Đã là con dân của Dân quốc, thì nên tuân thủ pháp luật của Dân quốc. Nay tra điều thứ 6 Hiến pháp Dân quốc: trong toàn bộ Dân quốc, bất kể nam nữ, tôn giáo, chủng tộc hay giai cấp đều không khác nhau, ở trên pháp luật đều là bình đẳng như nhau. Muội đã 9 năm sống một mình, chưa từng chịu bất kì đãi ngộ bình đẳng nào, bèn ủy thác Luật sư ly hôn, cũng là vì muốn Tốn Hoàng đế dựa theo Pháp luật mà cư xử bình đẳng, không để thân xác do cha mẹ muội ban cho chịu lăng nhục đến chết mà thôi. Không ngờ tộc huynh của muội thế nhưng lần nữa vu muội đào vong, ly dị, trá tài, vi phạm tổ tông di huấn, giống kẻ tiểu nhân,... đủ loại ngôn ngữ tự mình hại mình, mà không biết sự thống khổ của muội không thể giải tỏa được, ủy thác luật sư yêu cầu dùng nghĩa cử nhân đạo mà đối xử, tất cả cũng là chịu theo điều luật của Dân quốc. Nay huynh dạy muội phải tự tận chết đi, đã phạm vào tội công tố, lại công khai đăng lên báo chí, là phạm đến luật tố giác. Nay tộc huynh của muội, xin huynh hãy đọc kỹ những điều luật trong Hiến pháp, thận trọng từ lời nói đến việc làm, là để đừng phạm phải luật pháp của Dân quốc. Thận trọng kính mong. | ” |
| — Bức thư Văn Tú gửi Văn Khởi | |   |

Năm 1932, Văn Tú đổi lại tên là Phó Ngọc Phương, xin vào làm giáo viên tiểu học tại một trường tiểu học ở Bắc Kinh. Đây là công việc đầu tiên sau khi ly hôn với Phổ Nghi, nên tâm tình Văn Tú đặc biệt vui sướng.
Giọng nói trong trẻo, học vấn cao, lại giảng bài rất rõ ràng, vị cô giáo Phó Ngọc Phương này rất được lòng học sinh. Không ngờ chỉ mấy ngày sau, có người phát hiện cô giáo Phó Ngọc Phương này có tên thật Ngạch Nhĩ Đức Đặc Văn Tú, là Mãn Thanh Bát Kỳ thế gia quý tộc, từng là phi tần của Tuyên Thống Đế Phổ Nghi. Tin đồn lan truyền ra ngoài, tức khắc trở thành đề tài nóng bỏng đối với ngôi trường tiểu học mà Văn Tú đang giảng dạy. Báo chí kéo đến phỏng vấn ngày một nhiều, cuộc sống của Văn Tú đảo lộn, đến mức bà phải từ bỏ nghề giảng dạy vào năm 1933, sau đó bà cùng em gái Văn San mua một căn hộ nhỏ tầng trệt sống ẩn dật.
Sau đó, Văn San cũng tái giá, Văn Tú theo học một họa gia cung đình nghề vẽ tranh, với tính cách thông minh cũng như có năng khiếu, Văn Tú cũng dần chuyên tâm với nghề. Lúc này, càng nhiều quan nhân, tiểu thương biết thân phận của Văn Tú, cho rằng bà cũng đang cất giữ rất nhiều của cải Hoàng thất nên liên tiếp đến cầu hôn, hòng chiếm đoạt các tài sản đắt giá đó. Văn Tú thông minh biết rõ, đều khéo léo chối từ.
Những năm 1937, người Nhật Bản uy chiếm Bắc Kinh, tình cảnh của Văn Tú càng khốn khổ. Bà bị các thế lực người Nhật ép cống gia tài, chẳng mấy chốc mà bà phải bán đi căn nhà ọp ẹp còn lại, thuê một căn hộ ở phố lao động, bắt đầu bước vào thời kì gian truân làm đủ thứ nghề tay chân chỉ để kiếm sống, từ ve chai, cu li cho đến rao thuốc lá đầu ngõ, không việc gì mà Văn Tú chưa từng trải qua.

## Cuối đời
Năm 1945, cuộc chiến tranh với Nhật Bản kết thúc, Quốc dân đảng thống trị Bắc Kinh.
Được bạn bè giới thiệu, Văn Tú làm nhân viên soát lỗi tại Nhật báo Hoa Bắc. Do làm việc chăm chỉ, lại là một phụ nữ tài hoa nên bà được tổng biên tập báo là Trương Minh Vỹ quý mến, giới thiệu bà với Lưu Chấn Đông (刘振东) - một Thiếu tá trong quân đội Quốc dân đảng. Ông này vốn là người Hà Nam, Trung Quốc, sinh ra trong một gia đình nghèo. Năm 17 tuổi, Chấn Đông nhập ngũ quân đội của Dân quốc, do tác chiến dũng cảm, từ tiểu binh vẫn luôn lên tới Thiếu tá. Ông sinh thời làm người cương trực, tính tình hòa hảo, chưa từng sinh sự gây chuyện, hơn 40 tuổi vẫn chưa thành thân, lúc đó phụ trách nhà kho Trung Nam Hải của quân đội Dân quốc tại Bắc Kinh. Năm 1947, sau nhiều năm tìm hiểu và yêu nhau, Văn Tú tái hôn với Lưu Chấn Đông. Sau đó, gia đình sinh hoạt ân ái, cả đời Văn Tú cực khổ bất hạnh cuối cùng cũng có một gia đình đúng nghĩa.
Năm 1949, nội chiến kết thúc, chính phủ của Đảng Cộng sản Trung Quốc tiếp quản Bắc Kinh. Lúc bấy giờ, chính quyền Đảng cộng sản yêu cầu những người từng có liên quan tới Quốc dân đảng còn ở lại Bắc Kinh phải tới gặp chính quyền để đăng ký. Văn Tú khuyên Lưu Chấn Đông đăng ký. Chính quyền Đảng Cộng sản không bắt giam cũng không xử phạt Lưu Chấn Đông, chỉ tuyên bố ông có lịch sử phản cách mạng rồi giao về cho nhân dân và địa phương giám sát quản chế.
Năm 1951, nhờ có biểu hiện tốt nên Lưu Chấn Đông được bỏ án quản chế đồng thời được phân tới làm công nhân vệ sinh tại khu vực phía Tây của Bắc Kinh. Nhờ có công việc để kiếm tiền, đời sống của Lưu Chấn Đông và Văn Tú cũng được cải thiện, vợ chồng Văn Tú cũng chuyển tới sống ở gần nơi ở của đội vệ sinh.
Năm 1953, Văn Tú đột ngột tái phát bệnh co thắt tim mà qua đời, lúc bà chỉ mới 45 tuổi, cả đời chưa từng sinh nở. Lưu Chấn Đông là người duy nhất ở bên cạnh khi bà lâm chung. Sau đó, bà được an táng vào một ngôi mộ tập thể, bên ngoài An Định môn (安定门), Bắc Kinh.